# 리먼 트릴로지
리먼 트릴로지(The Lehman Trilogy)는 이탈리아 극작가 스테파노 마시니의 대표작이다. 2008년 리먼 브러더스 파산으로 초래된 국제 금융 위기의 본질에 다가가고자 한다. “인간에게 유익하도록 고안된 시스템이 어떻게 인간을 파멸시킬 수 있는가”라는 질문을 던진다. 샘 멘데스가 연출한 영국국립극장 공연이 2022년 토니상 5개 부문을 수상했다.

## 내용
2008년 리먼 브러더스 파산과 함께 시작된 국제 금융 위기는 현대 자본주의 시스템의 속성과 한계를 드러낸 충격적 사건이었다. 스테파노 마시니는 이를 계기로 리먼 형제 이야기를 구상하기 시작했다.
“국제적 경기 침체를 초래한 은행을 다룬 작품으로 사람들이 경제에 관심 갖게 하고 싶었다. 리먼 브러더스 사례를 연구하면서 은행의 몰락 자체는 별로 흥미롭지 않다는 것을 깨달았다. 은행의 역사는 곧 리먼 가족사였고, 은행의 몰락은 리먼 가문의 몰락이었다.” -스테파노 마시니
마시니는 독자가 현실적인 경제 문제의 진짜 원인, 즉 현대 자본주의 시스템의 속성과 작동 원리에 근접할 수 있도록 작품을 구상했다. 독일 출신 이주민 리먼 형제가 미국에서 면화 판매상으로 시작해 은행업으로 사업을 확장해 가는 160여 년에 걸친 장구한 이야기는 자본주의 시스템이 세계 경제를 장악하고 지배하기 위해 어떻게 발전했고, 결국 어떻게 실패했는지 보여 주고 있었다. 마시니는 방대한 자료 연구를 바탕으로 리먼 브러더스 가족사와 자본주의 역사를 극적인 대서사로 완성했다.
그러면서도 마시니는 리먼 가족이나 은행의 파산, 자본주의 일반에 대한 도덕적 판단은 철저히 배제했다. 누가 옳고 그른지 지적하면서 반자본주의 메시지를 설교하는 장면은 단 하나도 없다. 마시니에겐 잘잘못을 따지기보다는 그 본질이 무엇인지 이해하는 게 더 중요했다. 경제 시스템이 작동하는 원리라는 거대한 이야기를 독자가 머리로 이해하기보다 피부로 느끼게 하기 위해 마시니는 미시적인 이야기, 바로 리먼 브러더스 개인들의 이야기부터 시작한다. 숫자와 통계 이면에서 실제로 결정을 내리고 환경에 적응하고 내면의 욕망과 동기를 추구하는 사람들을 보여 준 것이다. 이는 곧 “인간에게 유익하도록 고안된 시스템이 어떻게 인간을 파멸시킬 수 있는가”라는 질문으로 이어진다.
국립극장이 영국국립극장과 제휴해 선보이고 있는 NT라이브(영국국립극장 공연 영상화 프로젝트)를 통해 2020년 한국 관객에게 처음 공개되었다. 영국국립극장은 <헤다 가블레르>, <뜨거운 양철 지붕 위의 고양이>, <시라노 드 베르주라크>, <오이디푸스 왕> 등 고전 혹은 고전 반열에 든 현대극을 엄선해 공연하고 이를 영상화하고 있는데, <리먼 트릴로지>도 그중 한 편이다. 최신 이탈리아 극작품 중에서 국제적으로 가장 성공한 사례라 할 수 있는데, 특히 영국국립극장의 NT라이브 공연은 아카데미에서 <기생충>과 경쟁했던 <1917>의 감독 샘 멘데스 연출작으로, 2022년 토니상 5개 부문에서 수상하며 작품성을 인정받았다.